# 硬枝紅心
硬枝紅心，又名大廣紅心，台灣茶樹品種，源自於中國福建。硬枝紅心屬於早生種，葉形大，可用於製作紅茶、綠茶、包種茶與臺灣鐵觀音。其種植區域主要在新北市淡水區、石門區一帶。

## 概論
硬枝紅心在台灣清治時期，由中國福建引進種植。在台灣日治時期，被評選為四大茶種之一，在台灣各地推廣種植。硬枝紅心在此時，主要被用來製成紅茶與綠茶外銷。
在中華民國政府接管台灣之後，硬枝紅心被用來製造包種茶，以紅水包種茶之名銷售。
1980年代，在茶葉改良場的技術指導下，石門區農會開始用硬枝紅心來製作鐵觀音，成為當地名產。1991年，石門農會由電爐烘焙法改為人工烘焙，採用龍眼木炭，製作出有特別香氣的鐵觀音，與木柵鐵觀音齊名。